# 意地悪ばあさんリターンズ 伝説のばあさんVS湾岸署スリーアミーゴス意地悪バトル
- フジテレビ > 番組一覧 > 火・曜・特・番!! > 意地悪ばあさんリターンズ 伝説のばあさんVS湾岸署スリーアミーゴス意地悪バトル
- いじわるばあさん > 意地悪ばあさん (テレビドラマ) > 意地悪ばあさんリターンズ 伝説のばあさんVS湾岸署スリーアミーゴス意地悪バトル
- 踊る大捜査線 > 登場人物一覧 > スリーアミーゴス > 意地悪ばあさんリターンズ 伝説のばあさんVS湾岸署スリーアミーゴス意地悪バトル

『意地悪ばあさんリターンズ 伝説のばあさんVS湾岸署スリーアミーゴス意地悪バトル』（いじわるばあさんリターンズ でんせつのばあさんバーサスわんがんしょスリーアミーゴスいじわるバトル）は、1999年10月12日にフジテレビ『火・曜・特・番!!』枠（第1回）で放送されたテレビドラマである。

## 概要
長谷川町子の4コマ漫画『いじわるばあさん』を原作として、1981年から1982年にレギュラー放送されたあと、『月曜ドラマランド』枠などで1989年まで不定期に製作された青島幸男主演のテレビドラマ『意地悪ばあさん』の10年ぶりの新作にして、スペシャル版最終作となった。同時に、フジテレビ系列で1997年に放送された『踊る大捜査線』を初出とするスリーアミーゴスとの共演が売りとなっており『踊る大捜査線』のスピンオフとしての側面も併せ持っている。
空き巣撃退シーンでは、いじわるばあさんが運転するトラックに搭載されている拡声器で「泥棒〜! 町内会長さんのカツラを、返しなさ〜い!」と叫び、町内に町内会長の秘密が知れ渡ってしまうというオチがついた。
レギュラー放送終了後もおおよそ年2回のペースで作成されていた『意地悪ばあさん』のスペシャル版は1989年に一旦終了したが、青島が1995年に東京都知事へ就任した後も都議会との対立などで目立った成果を挙げられなかったこともあり、在任中から「意地悪ばあさんだ」「都知事を退いたら意地悪ばあさんに戻るのではないか」「2期目に出馬・再選できなかったら意地悪ばあさんの新作が作られる」などと揶揄されていた。結局、1999年に1期限りで知事を勇退したことから言われていたとおりの『意地悪ばあさん』再登板となり、続編の制作も検討されていた。しかし、視聴率は10%台がやっとと芳しくなく、再シリーズ化の構想も立ち消えとなり、本作が名実ともに青島主演の最終作となった。長谷川町子原作の映像作品の例に洩れず、DVD等の映像ソフトは発売されておらずCS等での再放送・インターネット配信も一切実施されていない。
なお、青島の没後となる2009年から2011年まで、市原悦子主演の『いじわるばあさん』シリーズ3作が『金曜プレステージ』枠で製作された。

## あらすじ
誰彼構わず意地悪を仕掛けて相手を怒らせることを生きがいとする「意地悪ばあさん」こと波多野たつは湾岸署の一日署長に任命され、同署の名物3人組・スリーアミーゴスを困らせていた。ところが、商店街で連続窃盗事件が発生し、町内会長が金庫に保管していたカツラが盗まれていたことが明らかになると捜査班はたつの犯行を疑い、被疑者として取り調べを受けることになってしまう。犯行に身に覚えの無いたつは捜査班から犯人と決め打ちされたことに怒りを爆発させ、単独で真犯人を捕えて捜査班を出し抜いてやろうと得意の意地悪を駆使しての大捕物に乗り出したのであった。

## 登場人物
基本設定は1981年版やその後に作られたスペシャル版とほぼ共通しているが、キャストは主演の青島幸男以外は一新されている。なお1981年版などに登場していた、下宿人の万年や町の警察官の早野は、本作には登場しない。
波多野 たつ（はたの たつ）
演 - 青島幸男
主人公。家族でも初対面の相手でも容赦なく意地悪を仕掛けて相手を怒らせることを生きがいとする老婆。本作では湾岸署の一日署長に任命されたり、商店街で発生した連続窃盗事件の被疑者として取り調べを受けた腹いせで真犯人探しに乗り出すなどの騒動を巻き起こす。
波多野 平四郎（はたの へいしろう）
演 - 段田安則
たつの長男。
波多野 よし子（はたの よしこ）
演 - 森公美子
平四郎の妻。姑のたつが仕掛ける意地悪で毎日のように被害に遭っている。
波多野 よしお（はたの よしお）
演 - 三田怜
たつの孫。
赤坂 甲介（あかさか こうすけ）
演 - 北見敏之
赤坂 菜々子（あかさか ななこ）
演 - 鷲尾真知子
赤坂 幸子（あかさか さちこ）
演 - 椎名由紀
板垣 栄介（いたがき えいすけ）
演 - 大門伍朗
ヨセフ鈴木（すずき）
演 - 梅沢富美男

### 『踊る大捜査線』からのクロスオーバー
神田総一郎署長（かんだ）
演 - 北村総一朗
秋山春海副署長（あきやま）
演 - 斉藤暁
袴田健吾課長（はかまだ）
演 - 小野武彦
一日署長となったたつに振り回されたり、商店街で発生した連続窃盗事件の捜査で被疑者として取り調べを受けたたつと衝突したりする。
森下孝治巡査部長（もりした）
演 - 遠山俊也

### その他
河西りえ、松元ヒロ、大堀浩一、大木正司、山上賢治、井上夏葉、ドン貫太郎　ほか

## スタッフ
- 企画 - 久保田榮一、金井卓也
- 脚本 - 友澤晃一
- 演出 - 松田秀知
- 演出補佐 - 佐藤祐市
- 音楽 - 見良津健雄
- 技術プロデューサー - 佐々木俊幸
- 音響効果 - 塚田益章
- 助監督 - 堀口明洋
- プロデューサー - 大黒章弘、松村俊二
- 協力 - 青島プロ
- 制作 - フジテレビ、共同テレビ

## 主題歌
- UP AND UNDER『意地悪ばあさんのテーマ』

レギュラー放送およびスペシャル版1〜12の主題歌と同じ曲だが、スラップスティックが歌唱するオリジナル版でなく、UP AND UNDERのカバー版が使用された。